# Памятник воинам 28-й армии (Элиста)
Памятник воинам 28-й Армии — памятник истории, находящийся на северо-восточном въезде города Элиста, Калмыкия. Посвящён воинам 28-й армии, участвовавших в освобождении Элисты от немецко-фашистских захватчиков.
Памятник был установлен в 1969 году. Сооружён в честь ознаменование 25-й годовщины со дня освобождения Элисты. Авторы памятника — калмыцкий скульптор Никита Санджиев и архитектор М. Пюрвеев.
Мемориальный комплекс расположен на кургане, который находится на правой стороне дороги Волгоград-Элиста в северной части Элисты на въезде в город. На вершине кургане установлен танк Т-34, возле которого находится стела с рельефным изображением танкиста, лётчика и пехотинца с названиями воинских частей, участвовавших в освобождении города.
7 мая 2009 года памятник был внесён в реестр объектов культурного наследия Республики Калмыкия (№ 295).